# Ángel Ciordia
Ángel Ciordia Fernández, nacido en la localidad de Igúzquiza (Navarra, España), es un ex ciclista navarro profesional entre los años 1960 y 1962, durante los que no logró ninguna victoria.
Su paso por el campo profesional fue bastante discreto, disputando apenas una docena de pruebas.

## Palmarés
No consiguió ninguna victoria como profesional.

## Resultados en Grandes Vueltas y Campeonato del Mundo
Durante su carrera deportiva ha conseguido los siguientes puestos en las Grandes Vueltas y en los Campeonatos del Mundo en carretera:
| Carrera         | 1960 | 1961 | 1962 |
| --------------- | ---- | ---- | ---- |
| Giro de Italia  | -    | -    | -    |
| Tour de Francia | -    | -    | -    |
| Vuelta a España | -    | -    | -    |
| Mundial en Ruta | -    | -    | -    |

-: No participa

## Equipos
- Eya (1960
- Catigene (1961)
- Pinturas Ega (1962)